# Bernard Collomb
Niçois Bernard Collomb-Clerc (* 7. Oktober 1930 in Annecy; † 19. September 2011 in La Colle-sur-Loup) war ein französischer Autorennfahrer.

## Karriere
Collomb fuhr Motorradrennen, als er sich 1960 einen Formel-2-Cooper kaufte. Er fuhr damit 1961 den Großen Preis von Wien auf dem Flugplatzkurs von Aspern und den Großen Preis von Neapel. In Aspern wurde er Vierter, das Rennen in Neapel beendete er als Sechster.
Der Formel-2-Cooper wurde später im Jahr durch einen Cooper T53 ersetzt, mit dem Collomb beim Großen Preis von Frankreich 1961 in Reims antrat. Das Rennen musste er, wie den Großen Preis von Deutschland, den er einige Wochen später fuhr, nach einem technischen Defekt vorzeitig aufgeben. Der Wagen wurde nach einem Brand im Training zum Großen Preis von Brüssel 1962 fast vollständig zerstört und Collomb musste einen Ersatzwagen beschaffen, mit dem er in Enna Fünfter wurde.
1963 wurde der Cooper von einem Lotus 24 abgelöst, mit dem Collomb bis Mitte 1965 Rennen in der Automobil-Weltmeisterschaft fuhr. Auch dieser Wagen wurde ein Raub der Flammen. Bei der Rückkehr vom Gran Premio di Siracusa brannte der Rennwagen völlig aus, als der Transporter nach einem Elektrikschaden Feuer fing.
Auch der dritte Rennwagen, den Collomb erwarb, wurde zerstört. Mit seinem Lotus 35 hatte er einen Unfall beim Formel-2-Rennen in Barcelona 1966, der das Auto als Wrack zurückließ.
1968 beendete Collomb seine erfolglosen Monoposto-Bemühungen und fuhr noch einige Jahre Rallyes mit Fahrzeugen von Renault Alpine. 1968 war er mit einem Alpine A110 auch bei den 24 Stunden von Le Mans am Start.

## Statistik

### Statistik in der Automobil-Weltmeisterschaft
Diese Statistik umfasst alle Teilnahmen des Fahrers an der Automobil-Weltmeisterschaft, die heutzutage als Formel-1-Weltmeisterschaft bezeichnet wird.

#### Gesamtübersicht
| Saison | Team            | Chassis    | Motor         | Rennen | Siege | Zweiter | Dritter | Poles | schn. Rennrunden | Punkte | WM-Pos. |
| ------ | --------------- | ---------- | ------------- | ------ | ----- | ------- | ------- | ----- | ---------------- | ------ | ------- |
| 1961   | Bernard Collomb | Cooper T53 | Climax 1.5 L4 | 2      | −     | −       | −       | −     | −                | −      | NC      |
| 1962   | Bernard Collomb | Cooper T53 | Climax 1.5 L4 | 1      | −     | −       | −       | −     | −                | −      | NC      |
| 1963   | Bernard Collomb | Lotus 24   | Climax 1.5 V8 | 1      | −     | −       | −       | −     | −                | −      | NC      |
| Gesamt | Gesamt          | Gesamt     | Gesamt        | 4      | −     | −       | −       | −     | −                | −      |         |

#### Einzelergebnisse
| Saison | 1 | 2 | 3   | 4 | 5   | 6 | 7 | 8 | 9 | 10 |
| ------ | - | - | --- | - | --- | - | - | - | - | -- |
| 1961   |   |   |     |   |     |   |   |   |   |    |
|        |   |   | DNF |   | NC  |   |   |   |   |    |
| 1962   |   |   |     |   |     |   |   |   |   |    |
|        |   |   |     |   | DNF |   |   |   |   |    |
| 1963   |   |   |     |   |     |   |   |   |   |    |
| DNQ    |   |   |     |   | 10  |   |   |   |   |    |
| 1964   |   |   |     |   |     |   |   |   |   |    |
| DNQ    |   |   |     |   |     |   |   |   |   |    |

| Legende  | Legende            | Legende                                                          |
| Farbe    | Abkürzung          | Bedeutung                                                        |
| -------- | ------------------ | ---------------------------------------------------------------- |
| Gold     | –                  | Sieg                                                             |
| Silber   | –                  | 2. Platz                                                         |
| Bronze   | –                  | 3. Platz                                                         |
| Grün     | –                  | Platzierung in den Punkten                                       |
| Blau     | –                  | Klassifiziert außerhalb der Punkteränge                          |
| Violett  | DNF                | Rennen nicht beendet (did not finish)                            |
| Violett  | NC                 | nicht klassifiziert (not classified)                             |
| Rot      | DNQ                | nicht qualifiziert (did not qualify)                             |
| Rot      | DNPQ               | in Vorqualifikation gescheitert (did not pre-qualify)            |
| Schwarz  | DSQ                | disqualifiziert (disqualified)                                   |
| Weiß     | DNS                | nicht am Start (did not start)                                   |
| Weiß     | WD                 | zurückgezogen (withdrawn)                                        |
| Hellblau | PO                 | nur am Training teilgenommen (practiced only)                    |
| Hellblau | TD                 | Freitags-Testfahrer (test driver)                                |
| ohne     | DNP                | nicht am Training teilgenommen (did not practice)                |
| ohne     | INJ                | verletzt oder krank (injured)                                    |
| ohne     | EX                 | ausgeschlossen (excluded)                                        |
| ohne     | DNA                | nicht erschienen (did not arrive)                                |
| ohne     | C                  | Rennen abgesagt (cancelled)                                      |
| ohne     | keine WM-Teilnahme |                                                                  |
| sonstige | P/fett             | Pole-Position                                                    |
| sonstige | 1/2/3/4/5/6/7/8    | Punktplatzierung im Sprint-/Qualifikationsrennen                 |
| sonstige | SR/kursiv          | Schnellste Rennrunde                                             |
| sonstige | *                  | nicht im Ziel, aufgrund der zurückgelegten Distanz aber gewertet |
| sonstige | ()                 | Streichresultate                                                 |
| sonstige | unterstrichen      | Führender in der Gesamtwertung                                   |

### Le-Mans-Ergebnisse
| Jahr | Team            | Fahrzeug    | Teamkollege        | Platzierung     | Ausfallgrund |
| ---- | --------------- | ----------- | ------------------ | --------------- | ------------ |
| 1968 | Bernard Collomb | Alpine A110 | François Laccarrau | nicht klassiert |              |

### Einzelergebnisse in der Sportwagen-Weltmeisterschaft
| Saison | Team            | Rennwagen   | 1   | 2   | 3   | 4   | 5   | 6   | 7   | 8   | 9   | 10  | 11  | 12  | 13  | 14  | 15  | 16  | 17  | 18  | 19  | 20  |
| ------ | --------------- | ----------- | --- | --- | --- | --- | --- | --- | --- | --- | --- | --- | --- | --- | --- | --- | --- | --- | --- | --- | --- | --- |
| 1964   | Wicky Racing    | Lotus Elan  | DAY | SEB | TAR | MON | SPA | CON | NÜR | ROS | LEM | REI | FRE | CCE | RTT | SIM | NÜR | MON | TDF | BRI | BRI | PAR |
| 1964   | Wicky Racing    | Lotus Elan  |     |     |     |     |     |     | DNF |     |     |     |     |     |     |     |     |     |     |     |     |     |
| 1968   | Bernard Collomb | Alpine A110 | DAY | SEB | BRH | MON | TAR | NÜR | SPA | WAT | ZEL | LEM |     |     |     |     |     |     |     |     |     |     |
| 1968   | Bernard Collomb | Alpine A110 |     |     |     |     |     |     | DNF |     |     |     |     |     |     |     |     |     |     |     |     |     |